# St Albans (Schiff, 1771)
Die St Albans, auch HMS St Albans, war ein 64-Kanonen-Linienschiff dritten Ranges und Typschiff der gleichnamigen Klasse der britischen Marine, das von 1771 bis 1803 in Dienst stand.

## Geschichte
Die spätere St Albans wurde am 1. Januar 1761 bestellt und auf der Blackwall Yard in London im August 1761 auf Kiel gelegt. Der Stapellauf erfolgte am 12. September 1764 und die Indienststellung am 11. Januar 1771. Die Baukosten betrugen 21.440 Pfund und 4 Pence (siehe Pfund Sterling).
Sie diente 1777 im Amerikanischen Unabhängigkeitskrieg und war Teil der Flotte, die St. Lucia eroberte und Siege in den Schlachten von St. Kitts und Les Saintes errang.
Ab 1803 diente sie als schwimmende Batterie und wurde schließlich 1814 abgebrochen.